# Всесъюзен ленински комунистически съюз на младежта
Всесъюзният ленински комунистически съюз на младежта (ВЛКСМ) е младежка обществено-политическа организация в СССР, създадена на 1-вия общоруски конгрес на съюзите на работническата и селската младеж на 29 октомври 1918 година.
Отначало се нарича Руски комунистически съюз на младежта (РКСМ), а от 1926 година е переименуван на ВЛКСМ. Съкратеното му название е комсомол. Организацията е създадена и развивана под опеката на КПСС. Ръководи детското пионерско движение.
Престава да съществува през септември 1991 г., малко след опита за преврат срещу президента на СССР Михаил Горбачов.